# Irinjalakuda
Irinjalakuda (Malayalam: ഇരിങ്ങാലക്കുട) ist eine Stadt im südindischen Bundesstaat Kerala.

## Geografie
Irinjalakuda gehört zum Distrikt Thrissur. Die Stadt liegt etwa 22 km südlich von Thrissur und 15 km nördlich von Kodungallur.

## Geschichte
Gemäß einer von mehreren frühen Überlieferungen weist auf Irinjalakuda eine frühe Stadtgründung an einer damaligen Flüssmündung hin. Der Name soll von Inangikoodal (sinngemäß „Mündung“) abgeleitet sein. Die Besiedlungsgeschichte soll sich archäologisch gesichert auf das 18. Jahrhundert nachverfolgen lassen, als der König von Cochin christlichen Familien erlaubte, einen Handelsplatz bei Chanthappura einzurichten. Die Stadt ist seit 1978 Sitz des gleichnamigen Bistums.

## Söhne und Töchter der Stadt
- O. Chandrasekhar (1936–2021), Fußballspieler
- Jose Punnamparambil (* 1936), deutscher Journalist und Autor
- K. Radhakrishnan (* 1949),[1] Leiter von Indiens nationaler Raumfahrtorganisation ISRO